# Nježić
Nježić falu Horvátországban, Pozsega-Szlavónia megyében. Közigazgatásilag Velikéhez tartozik.

## Fekvése
Pozsegától légvonalban 17, közúton 18 km-re északnyugatra, községközpontjától légvonalban 10, közúton 17 km-re nyugatra, a Papuk-hegység déli lejtőin fekszik.

## Története
A határában található „Ometalo” lelőhely leletei szerint itt már az ókorban is volt emberi élet. A mai települést a török uralom idején alapították, amikor Boszniából érkezett pravoszláv szerbek települtek ide. 1698-ban „Nyesci” néven 1 portával szerepel a török uralom alól felszabadított szlavóniai települések összeírásában. Az első katonai felmérés térképén „Dorf Njezics” néven látható. Lipszky János 1808-ban Budán kiadott repertóriumában „Nyesich” néven szerepel. Nagy Lajos 1829-ben kiadott művében „Njesich” néven 5 házzal és 43 ortodox vallású lakossal találjuk. 1857-ben 44, 1910-ben 102 lakosa volt. 1910-ben a népszámlálás adatai teljes lakossága szerb anyanyelvű volt. Pozsega vármegye Pozsegai járásának része volt. Az első világháború után 1918-ban az új szerb-horvát-szlovén állam, majd később (1929-ben) Jugoszlávia része lett. 1991-ben teljes lakossága szerb nemzetiségű volt. 2011-ben mindössze egy állandó lakosa volt.

## Lakossága
| Lakosság változása | Lakosság változása | Lakosság változása | Lakosság változása | Lakosság változása | Lakosság változása | Lakosság változása | Lakosság változása | Lakosság változása | Lakosság változása | Lakosság változása | Lakosság változása | Lakosság változása | Lakosság változása | Lakosság változása | Lakosság változása |
| ------------------ | ------------------ | ------------------ | ------------------ | ------------------ | ------------------ | ------------------ | ------------------ | ------------------ | ------------------ | ------------------ | ------------------ | ------------------ | ------------------ | ------------------ | ------------------ |
| 1857               | 1869               | 1880               | 1890               | 1900               | 1910               | 1921               | 1931               | 1948               | 1953               | 1961               | 1971               | 1981               | 1991               | 2001               | 2011               |
| 44                 | 63                 | 50                 | 67                 | 78                 | 102                | 92                 | 101                | 63                 | 62                 | 69                 | 49                 | 29                 | 23                 | 6                  | 1                  |